# Robert de Brus, Lord of Annandale († 1142)
Robert de Brus, Lord of Annandale (auch Robert Bruce) († 11. Mai 1142) war ein normannischer Adliger und Militär. Er ist der Stammvater der Familie Brus.

## Herkunft
Robert de Brus soll ein Sohn eines Robert de Brus (nach anderen Angaben auch eines Adam de Brus) gewesen sein, der 1066 auf normannischer Seite an der Schlacht von Hastings teilgenommen hat. Hierfür gibt es aber keine Belege. Tatsächlich ist Robert de Brus das erste belegbare Mitglied der Familie Brus. Er stammte wahrscheinlich aus Brix südlich von Cherbourg, das Ende des 11. Jahrhunderts im Besitz von Heinrich, dem jüngsten Sohn von König Wilhelm I. war. Dieser wurde 1100 englischer König und kämpfte gegen seinen Bruder Herzog Robert um den Besitz der Normandie. Als Verbündeter von Heinrich I. unterstützte Brus dessen Eroberung der Normandie, vermutlich nahm er im September 1106 an der Schlacht bei Tinchebray teil, in der Herzog Robert entscheidend besiegt wurde. Vielleicht bereits 1103, doch spätestens vor 1110 erhielt Brus vom König etwa achtzig Güter in Yorkshire, vor allem im wapentake von Claro. Dreizehn Güter, die zuvor im Besitz von Graf Wilhelm von Mortain gewesen waren, befanden sich bei Skelton. Um 1119 erhielt Brus noch die Güter von Hart und Hartness im County Durham. Damit war Brus zu einem der wichtigsten Barone in Nordengland aufgestiegen, wo die normannische Herrschaft noch gefestigt werden musste.

## Tätigkeit als anglonormannischer Baron

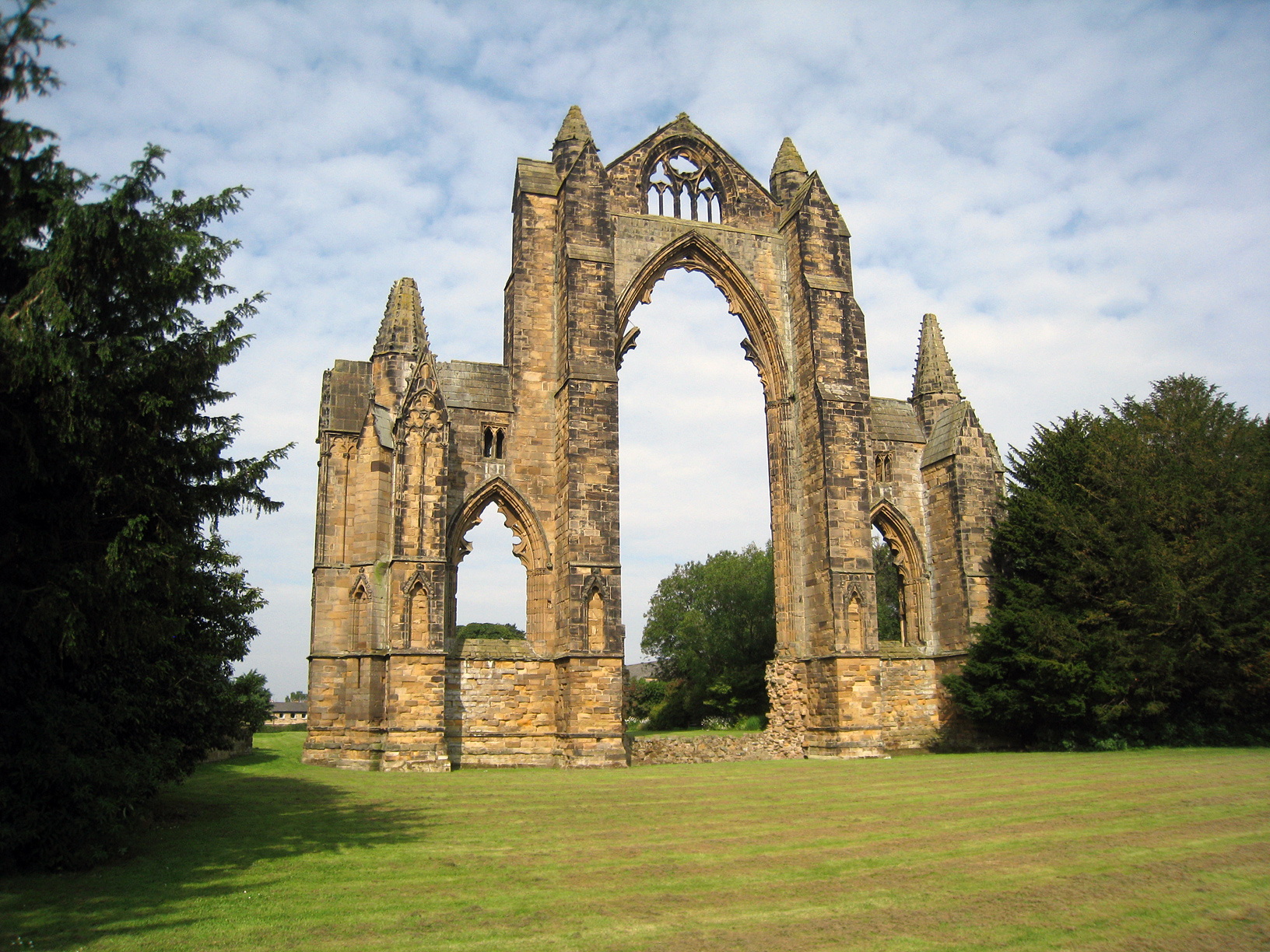
Die Ruinen der von Brus gegründeten Guisborough Priory

Vor allem nach 1106 bezeugte Brus mehrere Urkunden von Heinrich I. 1129 gehörte er in Lyons-la-Forêt und Ostern 1130 in Woodstock zum Gefolge des Königs. Er hielt sich jedoch nicht ständig am Königshof, sondern häufiger auf seinen nordenglischen Besitzungen auf. 1121 nahm er an einem Treffen von nordenglischen Magnaten teil, als der Besitz von Tynemouth zwischen dem Kathedralpriorat von Durham und der Abtei St Albans umstritten war. Vermutlich 1119 gründete er das Augustinerpriorat Guisborough im North Riding of Yorkshire. Er stiftete etwa dreißig Carrucates Landbesitz für das Kloster, dessen erster Prior sein Bruder William wurde. 

## Freundschaft mit König David I. von Schottland

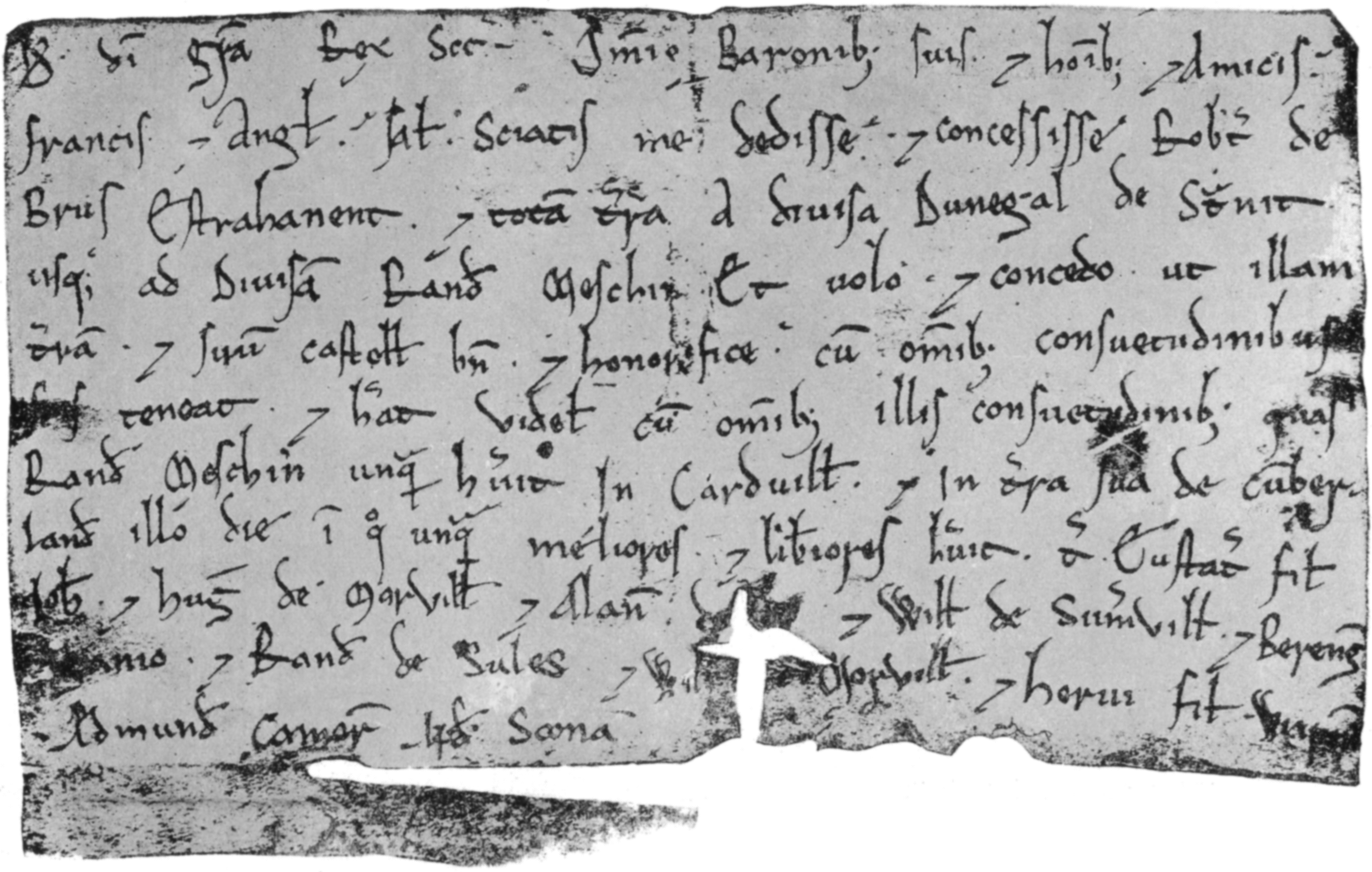
Urkunde von David I., nach der Robert de Brus Lord of Annandale war

Vielleicht schon in der Normandie war Brus ein enger Freund von David, Earl of Huntingdon geworden, der ein jüngerer Bruder des schottischen Königs Alexander I. war. Brus schenkte zugunsten des Seelenheils von Earl David und seinen Eltern die Rechte der Kirche von Querqueville in der Normandie dem Kloster St Mary's in York. Möglicherweise unterstützte Brus auch David, als dieser 1107 einen Feldzug gegen seinen Bruder führte. Bei diesem Feldzug erkämpfte sich David Strathclyde, Teviotdale und weitere südschottische Ländereien, die ihm sein ältester Bruder König Edgar vermacht hatte. Als David 1124 nach dem kinderlosen Tod von Alexander I. König der Schotten wurde, gab er Annandale an Brus. Vielleicht war dies auch nur eine Bestätigung des Besitzes, weil zu der Baronie Annan Castle gehörte, die nach der Meinung älterer Historiker nur von einem Normannen wie Brus erbaut werden konnte. Brus bezeugte zahlreiche Urkunden von David, sowohl als dieser noch englischer Earl gewesen war, aber auch als dieser König geworden war. Dabei wurde er in der Regel als erster der anglonormannischen Barone genannt, dies gilt als Zeichen, das er ein enger Freund des Königs war.

## Rolle in der Anarchy
Nach dem Tod des englischen Königs Heinrich I. kam es jedoch während der sogenannten Anarchy zum Bruch zwischen den beiden. Heinrich I. hatte seine Magnaten schwören lassen, die Thronfolge seiner Tochter Matilda anzuerkennen, und vermutlich hatte auch Brus 1127 diesen Eid geleistet. Nach dem Tod des Königs Ende 1135 unterstützte Brus jedoch Matildas Cousin Stephan von Blois. Er nahm 1136 an der Belagerung von Exeter durch König Stephan und später an der Belagerung von York teil. 1138 war er schließlich einer der Führer der englischen Armee, die die in Nordengland eingefallene schottische Armee unter König David I. im Cowton Moor stellte. Brus wurde zu den Schotten gesandt, um seinen Freund David zum Rückzug zu bewegen. Brus erinnerte den König, wie er sich früher auf Engländer und Normannen verlassen konnte, und tatsächlich soll David daraufhin bereit gewesen sein, den Rückzug anzutreten. Dann jedoch beschuldigte William fitz Duncan Brus des Verrats und überzeugte David I. zum Kampf. Daraufhin widerrief Brus seinen Treueschwur gegenüber dem König, was keine leere Geste war, sondern auf seine Zeitgenossen großen Eindruck machte. In der folgenden Standartenschlacht konnten die Engländer die Schotten vernichtend besiegen. Brus konnte danach seine Freundschaft zum schottischen König nie wieder herstellen. Möglicherweise verlor er auch Annandale, das aber an seinen jüngeren Sohn Robert fiel, der in der Standartenschlacht auf schottischer Seite gekämpft hatte.
Nach einer im 14. Jahrhundert erstellten Familienchronik soll Brus am 11. Mai 1141 gestorben sein, wofür es aber keine weiteren Belege gibt. Wahrscheinlicher ist die Angabe des Chronisten John of Hexham, nach der Brus im Folgejahr starb. Er wurde vermutlich in seiner Gründung Guisborough Priory beigesetzt.

## Ehe und Nachkommen
Brus hatte Agnes geheiratet, die vermutlich eine Tochter von Geoffrey Bainard war, der vor 1100 Sheriff von Yorkshire gewesen war. Nach älteren Angaben soll sie dagegen eine Tochter von Fulk Paynel gewesen sein. Mit seiner Frau hatte Brus zwei Söhne:
- Adam de Brus († 1143)
- Robert (II) de Brus († um 1194)

Nach verschiedenen Angaben hatte Brus noch einen dritten Sohn, Peter de Brus, dieser war aber wahrscheinlich ein jüngerer Bruder von ihm. Eine ihm gelegentlich zugeschriebene Tochter Agatha war mit Sicherheit eine Tochter seines Sohnes Robert. Nach seinem Tod erbte Adam de Brus den Großteil der Besitzungen um Skelton in Yorkshire. Robert de Brus erbte dagegen Annandale und einen kleineren Teil der englischen Besitzungen.